# Niquellotharmeyerita
La niquellotharmeyerita és un mineral de la classe dels fosfats. Rep el nom per la seva relació amb la lotharmeyerita.

## Característiques
La niquellotharmeyerita és un arsenat de fórmula química CaNi₂(AsO₄)₂(H₂O)₂. Va ser aprovada com a espècie vàlida per l'Associació Mineralògica Internacional l'any 1999. Cristal·litza en el sistema monoclínic. La seva duresa a l'escala de Mohs és 4,5.
Segons la classificació de Nickel-Strunz, la niquellotharmeyerita pertany a «08.CG - Fosfats sense anions addicionals, amb H₂O, amb cations de mida mitjana i gran, RO₄:H₂O = 1:1» juntament amb els següents minerals: cassidyita, col·linsita, fairfieldita, gaitita, messelita, parabrandtita, talmessita, hillita, brandtita, roselita, wendwilsonita, zincroselita, rruffita, ferrilotharmeyerita, lotharmeyerita, mawbyita, mounanaïta, thometzekita, tsumcorita, cobaltlotharmeyerita, cabalzarita, krettnichita, cobalttsumcorita, manganlotharmeyerita, schneebergita, niquelschneebergita, gartrellita, helmutwinklerita, zincgartrel·lita, rappoldita, fosfogartrel·lita, lukrahnita, pottsita i niqueltalmessita.

## Formació i jaciments
Va ser descoberta al Pou Pucher del camp miner de Wolfgang Maaßen, al districte de Schneeberg (Saxònia, Alemanya). També ha estat descrita en un parell més de localitats alemanyes properes a la localitat tipus, a la mina Km-3 del districte miner de Làurion (Àtica, Grècia), al filó núm. 52 del Districte de Bou Azzer (Drâa-Tafilalet, Marroc) i a la mina José Domingo, situada a la localitat catalana de L'Argentera, al Baix Camp.